# Tolengas
Tolengas is een bestuurslaag in het regentschap Sumedang van de provincie West-Java, Indonesië. Tolengas telt 5151 inwoners (volkstelling 2010).